# Scott Barney
Scott Patrick Barney (* 27. März 1979 in Oshawa, Ontario) ist ein ehemaliger kanadischer Eishockeyspieler sowie derzeitiger -trainer und -funktionär, der im Verlauf seiner aktiven Karriere zwischen 1995 und 2018 unter anderem über 300 Spiele in der American Hockey League (AHL) auf der Position des Stürmers bestritten hat. Darüber hinaus absolvierte Barney weitere 27 Partien für die Los Angeles Kings sowie Atlanta Thrashers in der National Hockey League (NHL) und war in zahlreichen europäischen Topligen aktiv.

## Karriere

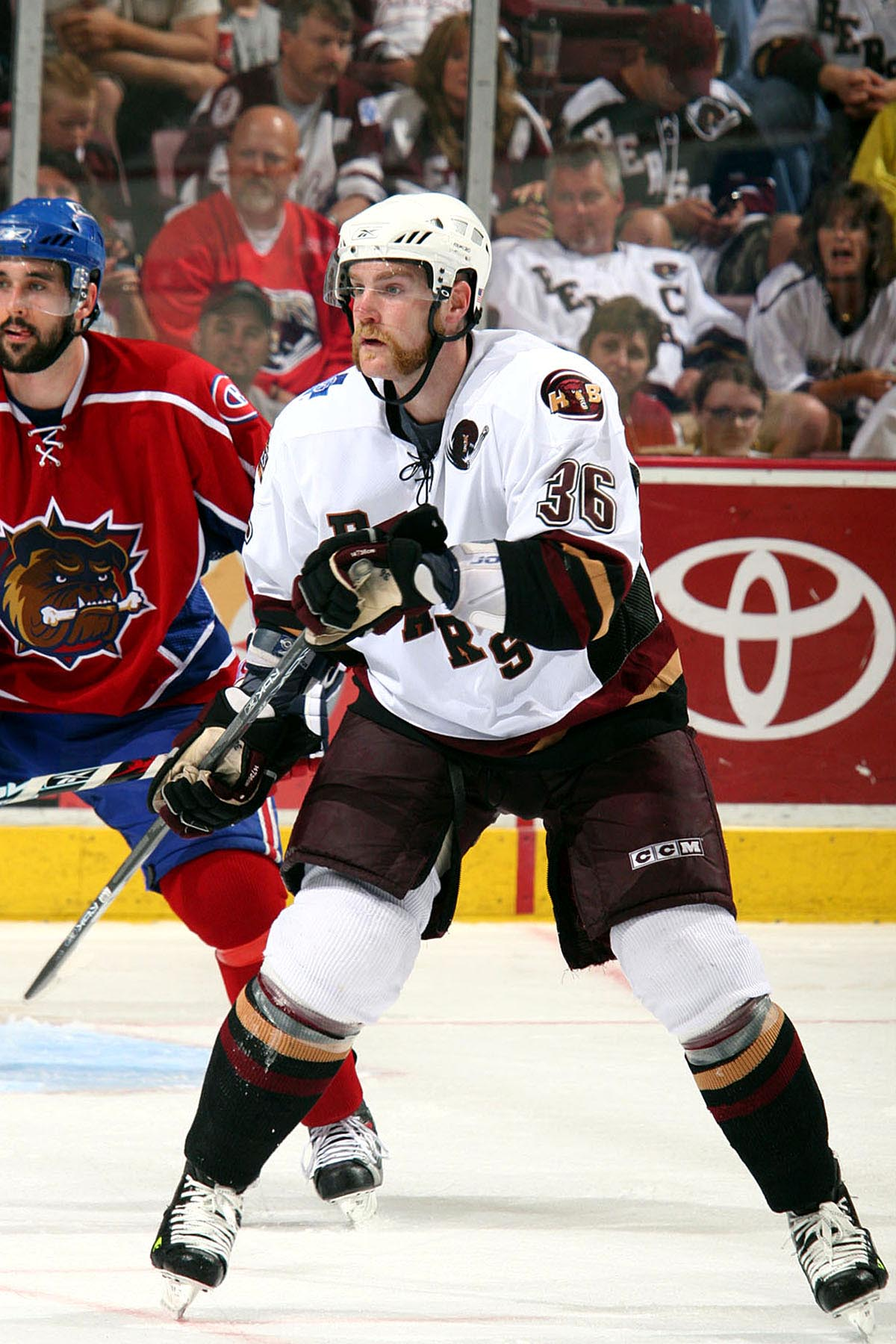
Barney im Trikot der Hershey Bears (2007)

Scott Barney spielte in den Jahren 1995 bis 1999 vier Jahre lang in der Ontario Hockey League (OHL) für die Peterborough Petes. Während dieser Zeit wurde der Stürmer als insgesamt 29. Spieler während des NHL Entry Draft 1997 von den Los Angeles Kings aus der National Hockey League (NHL) ausgewählt. In der Spielzeit 1998/99 stand er zudem in fünf Spielen der regulären Saison und einem Playoff-Spiel für die Springfield Falcons aus der American Hockey League (AHL) auf dem Eis.
Am 28. September 1999 erlitt Barney im Trainingscamp der Kings eine schwere Rückenverletzung, die ihn zu einer dreijährigen Pause zwang. Er wurde von den Kings umgehend freigestellt, erhielt jedoch im Jahr 2002 einen Probevertrag auf ein Jahr, der später um ein weiteres verlängert wurde. In der Saison 2002/03 spielte Barney insgesamt 57 Spiele in der AHL für die Manchester Monarchs aus der AHL. Zudem gab er sein Debüt in der NHL, in der er fünfmal für die Kings auflief. In der folgenden Spielzeit spielte der Kanadier 44-mal für die Monarchs und 19-mal für die Kings. Während des Lockout der NHL-Saison 2004/05 war Barney gezwungen ein weiteres Jahr zu pausieren. Nach der Wiederaufnahme des Spielbetriebs erhielt der Flügelspieler am 8. August 2005 einen Vertrag als Free Agent bei den Atlanta Thrashers. Während der Saison 2005/06 spielte Barney sowohl für die Thrashers, als auch für deren Farmteam aus der AHL, die Chicago Wolves. In der Saison 2006/07 spielte Barney für das AHL-Team Grand Rapids Griffins. Während der Spielzeit wechselte er zum Ligarivalen Hershey Bears.
Die Spielzeit 2008/09 absolvierte Barney für die Augsburger Panther aus der Deutschen Eishockey Liga (DEL). Im September 2009 absolvierte er einige Probespiele für den SC Bietigheim-Bissingen aus der 2. Eishockey-Bundesliga, wurde aber nicht unter Vertrag genommen. Daraufhin wechselte er im Oktober 2009 zu SaiPa Lappeenranta in die finnische SM-liiga. Dort spielte er bis November 2010 und erzielte in 64 Partien 48 Scorerpunkte, bevor er am 20. November entlassen wurde. Daraufhin wurde er vom BK Mladá Boleslav aus der tschechischen Extraliga verpflichtet. Im Januar 2011 verließ er Tschechien und kehrte nach Finnland zurück, wo er vom HPK Hämeenlinna unter Vertrag genommen wurde. Weitere Stationen in Europa waren der HC Thurgau in der Schweizer National League B und der Dornbirner EC in der österreichischen Nationalliga. Nachdem Barney die Saison 2012/13 bei High1 in der Asia League Ice Hockey (ALIH) verbracht hatte, kehrte der Kanadier im Sommer 2013 nach Europa zurück und unterzeichnete einen Einjahresvertrag beim italienischen Erstligisten HC Valpellice mit Spielbetrieb in der Elite.A. Im Sommer 2014 wechselte er zum EHC Lustenau in die Inter-National-League (INL) und 2016 zurück in die ALIH zum chinesischen Vertreter China Dragon. Seine Karriere ließ er von 2017 bis 2018 beim ALIH-Teilnehmer Anyang Halla in Südkorea ausklingen.
Anschließend wurde er als Assistenztrainer bei den Humboldt Broncos aus der Saskatchewan Junior Hockey League (SJHL) tätig, wurde aber bereits zum Jahresbeginn 2019 zum Cheftrainer befördert. Zur Saison 2019/20 übernahm er außerdem die Doppelfunktion als General Manager und Cheftrainer der Broncos.

### International
Für sein Heimatland nahm Barney mit der U18-Auswahl am Pacific Cup 1996, dem Vorläufer des Ivan Hlinka Memorial Tournaments, teil. Dort bestritt er fünf Spiele und steuerte eine Torvorlage zum Turniergewinn bei.

## Erfolge und Auszeichnungen
| - 1996 J.-Ross-Robertson-Cup-Gewinn mit den Peterborough Petes - 2011 European-Trophy-Gewinn mit dem EC Red Bull Salzburg - 2013 Asia League Ice Hockey First All-Star Team - 2015 Meister der INL mit dem EHC Lustenau | - 2016 Topscorer der INL-Hauptrunde - 2016 Bester Torschütze der INL-Hauptrunde - 2018 Meister der Asia League Ice Hockey mit Anyang Halla |

### International
- 1996 Goldmedaille beim Pacific Cup

## Karrierestatistik

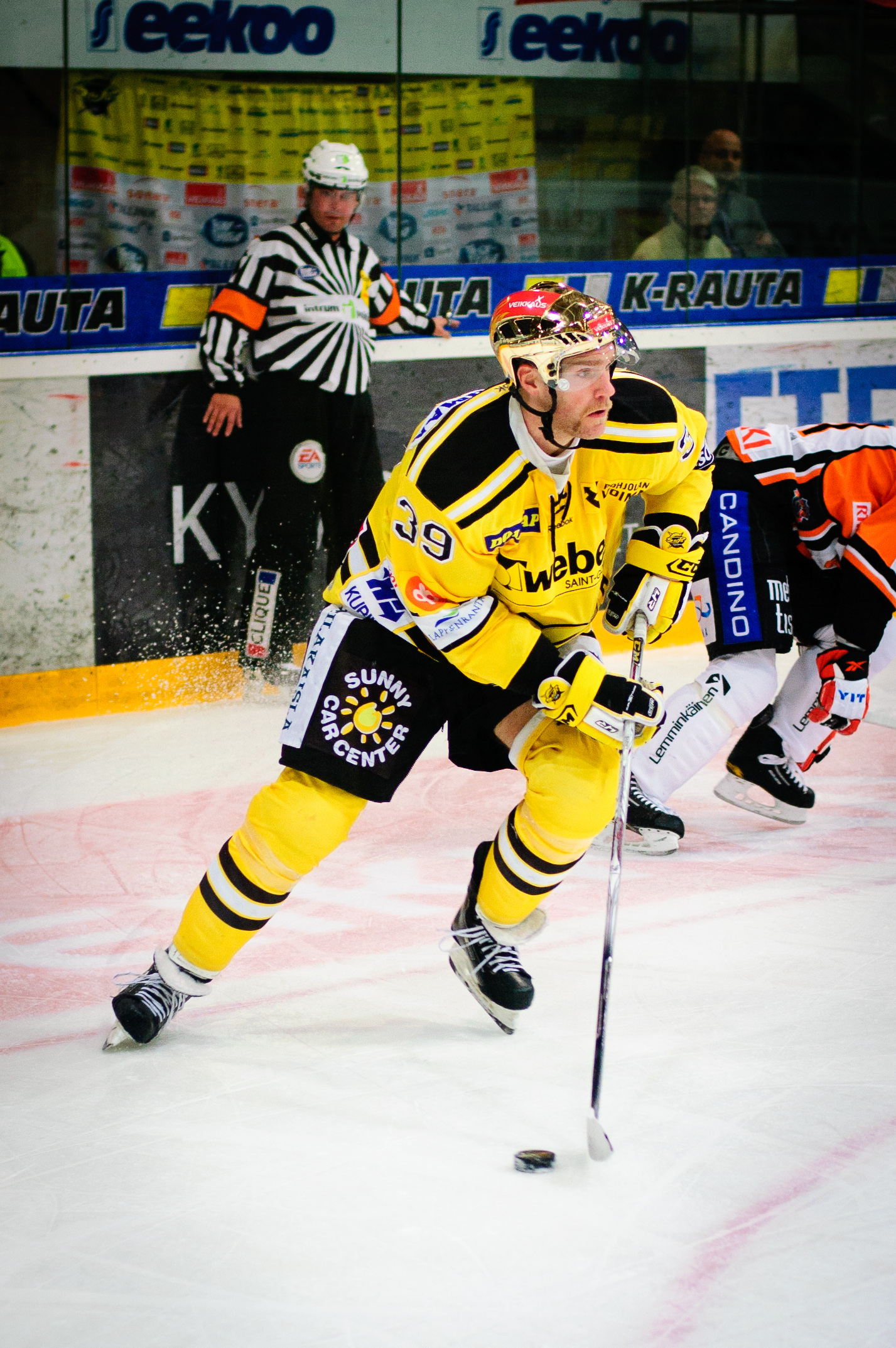
Barney als Spieler von SaiPa Lappeenranta (2010)

### International
Vertrat Kanada bei:
- Pacific Cup 1996

(Legende zur Spielerstatistik: Sp oder GP = absolvierte Spiele; T oder G = erzielte Tore; V oder A = erzielte Assists; Pkt oder Pts = erzielte Scorerpunkte; SM oder PIM = erhaltene Strafminuten; +/− = Plus/Minus-Bilanz; PP = erzielte Überzahltore; SH = erzielte Unterzahltore; GW = erzielte Siegtore; 1 Play-downs/Relegation; Kursiv: Statistik nicht vollständig)